# Donjeux (Moselle)
Donjeux település Franciaországban, Moselle megyében. Lakosainak száma 93 fő (2022. január 1.). Donjeux Delme, Laneuveville-en-Saulnois, Lemoncourt, Oriocourt és Viviers községekkel határos.

## Népesség
A település népességének változása:
| Lakosok száma | 52   | 57   | 103  | 103  | 88   | 88   | 95   | 96   | 95   | 93   |
|               | 1968 | 1982 | 1990 | 2006 | 2013 | 2015 | 2017 | 2019 | 2020 | 2022 |